# Матамба
Матамба  — африканська держава народу мбунду, утворена у 1631 році. Деякий час перебувала в залежності від королівства Конго. В середині XVII ст. на основі особистої унії об'єдналася з державою Ндонго. Чинила запеклий спротив португальським колонізаторам. 1744 року визнано зверхність королівства Португалія. 1830-х роках остаточно стала частиною Португальської Західної Африки

## Історія
Утворено наприкінці XV або на початку XVI ст. Невдовзі опинилося під зверхністю королівства Конго. 1530 року вперше згадано в португальських документах. У 1535 році маніконго Афонсу I згадав Матамбу як один з регіонів, над яким він правив як король. Немає жодної додаткової інформації про ранню історію держави. Матамба мала тісніші стосунки зі своїм південносхідним сусідом Ндонго, яку було утворено також народом мбунду.
У середині XVI століття Матамбою правила невідома королева, яка приймала місіонерів з Конго відправленого маніконго Діоґу I. Вона дозволила їм проповідувати, але немає жодних ознак того, що прийняла християнство.
Прибуття португальських колоністів під керівництвом Паулу Діашем де Новаїшем до Луанди в 1575 році змінило політичну ситуацію, оскільки португальці почали втручатися до справ Ндонго. Загроза португальської перемоги у війні проти Ндонго змусила Камболо, нголо Матамаби, втрутитися у цю боротьбу. Він відправив армію на допомогу Ндонго проти португальців, і об'єднані армії змогли перемогти португальські війська в битві при Лукалі в 1590 році.
1618 року почалася нова війна Португалії проти Матамби і Ндонго. Проти них також виступило держава Касандже, що розташовувалося східніше. Коаліція Матамби-Ндонго зазнало поразки. Тисячі підданих Матамби були вбиті, а тисячі інших вивезені в Америку як раби. Наприклад, саме в цей період етнонім «Матамба» з'являється у кадастрах рабів в Іспанській Америці у значній кількості.
1629 році Нзінґа Мбанді, нгола Ндонго, завдала поразки Мвонго, правительки Матамби, яку було повалено, а обидва королівства об'єднані. У 1634—1635 роках відбулася війна з Касандже. 1639 року почалися мирні перемовини з Португалією, які втім не мали успіху.
Після захоплення голландцями Луанди в 1641 році, Нінґа уклала з ними союз. У ці роки вона перенесла свою столицю з Матамби до Каванги, звідки посилила напади на португальців. 1647 року вдалося останнім в битві при Комбі завдати тяжкої поразки, наслідком чого стало звільнення майже усіх загарбаних земель, окрім Масангано. Але у 1648 році португальські війська вигнали голландців з Луанди, а потім змусили також відступити армію Матамби-Ндонго. 1657 року вдалося укласти з Португалією мирну угоду, однією з умов якої став дозвіл місіонерської діяльності в Матамбі.
1663 року після смерті Нзінґи Мбанді почалася запекла боротьба за трон, що тривала до 1680 року. Втім у 1681 року нголо Франсішку I Гутьєреш загинув в битві біля Католе проти коаліції португальців і Касандже. Разом з тим супротивник також поніс чималі втрати й не зміг скористатися успіхом.
Нгола Вероніка I 1683 року уклала нову мирну угоду з португальцями. Водночас змогла зміцнити владу династії Гутьєреш, остаточно поєднавши Матамбу і Ндонго. Але вимушена була також визнати незалежність Касандже. Втім вже у 1689 і 1692—1693 роках вимушена була вести війни проти португальців, що намагалися втрутитися у справи її держави. 1706 року було укладено союз з королівством Конго.
Після смерті Вероніки I 1721 року відбувається послаблення держави. Невдовзі північна область Голо за підтримки португальців здобуває незалежність. Спроби її підкорити виявилися марними. 1744 року відбулося потужне португальське вторгнення до Матамби. Незважаючи на запеклий спротив та низку успіхів, ворог підійшов до столиці Матамби. Тому нголо Анна II вимушена була укласти мирний договір, за яким визнала зверхність Португалії.
1756 року після смерті Анни II почалася нова війна за трон, внаслідок чого держава зазнала суттєвих руйнувань. 1765 року відокремилася Ндонго. Лише 1810 року вдалося знову об'єднати Матамбу і Ндонго.
З 1830-х років починається новий тиск Португалії на Матамбу з метою приєднати її землі до Португальської Анголи.

## Територія
Розташовувалася в межах сучасної ангольської провінції Маланже.

## Устрій
Державу очолював правитель, який мав титул нголо. держава була поділена на провінції, де переважно панували представники місцевих династії або родичі правителя Матамби. Феодальні відносини, що складались, переплітались з інститутами домашнього рабства.

## Економіка
Високого рівня розвитку досягли сільське господарство, ремесла, торгівля. Існували власність верховного правителя на землю, експлуатація податного населення у формі податі.